# Peru International 1974
Die Peru International 1974 im Badminton fanden vom 14. bis zum 15. Dezember 1974 in Lima statt. 

## Finalergebnisse
| Disziplin    | Sieger                             | Finalist                             | Ergebnis           |
| ------------ | ---------------------------------- | ------------------------------------ | ------------------ |
| Herreneinzel | Roy Díaz González                  | Chris Kinard                         | 13-15, 15-8, 15-12 |
| Dameneinzel  | Cindy Baker                        | Ofelia de Telge                      | 8-11, 11-6, 11-8   |
| Herrendoppel | Roy Díaz González Victor Jaramillo | Guillermo Zavala Dick Newton         | 18-14, 15-11       |
| Mixed        | Chris Kinard Cindy Baker           | Guillermo Zavala Josefina de Salazar | 15-9, 15-11        |